# Xã Harmony, Quận Washington, Missouri
Xã Harmony (tiếng Anh: Harmony Township) là một xã thuộc quận Washington, tiểu bang Missouri, Hoa Kỳ. Năm 2010, dân số của xã này là 371 người.